# رآس ریور (تانزویل)
رآس ریور یا رودخانه رآس 
(به انگلیسی استرالیایی: Ross River)، رودخانه ایست در شمال شرقی ایالت کوئینزلند استرالیا که از دریاچه سد رآس سرچشمه گرفته و پس از عبور از شهر تانزویل به دریای مرجانی در اقیانوس آرام می ریزد. این رودخانه منبع اصلی تأمین آب شیرین شهر تانزویل و نواحی اطراف آن می‌باشد .

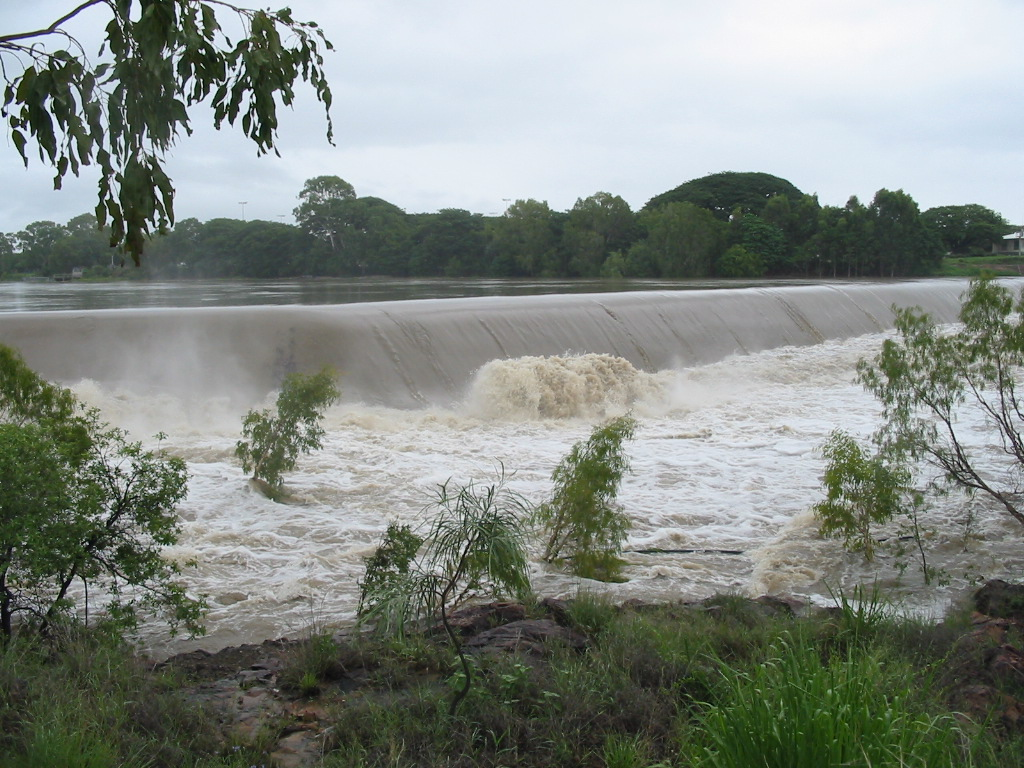

## جستارها
- Ross River Weirs Info Sheet from Thuringowa Library